# Jurgańce (rejon solecznicki)
Jurgańce (lit. Jurgionys) − miasteczko na Litwie, w gminie rejonowej Soleczniki, 2 km na wschód od Butrymańców, zamieszkana przez 67 ludzi. Przed II wojną światową w Polsce, w powiecie lidzkim województwa nowogródzkiego.